# Budhiganga
Die Budhiganga (andere Schreibweise: Budhi Ganga) ist ein linker Nebenfluss der Seti im Westen von Nepal.
Die Budhiganga entsteht an den südöstlichen Ausläufern des Himalaya-Gebirgsmassivs Gurans Himal. Der Fluss wird von einem Gletscher gespeist. Die Budhiganga strömt in überwiegend südsüdwestlicher Richtung durch das Bergland im Distrikt Bajura. Im Unterlauf durchquert sie den südwestlichen Teil des Distrikts Achham. Die Stadt Sanphebagar liegt am Fluss. Die Budhiganga mündet schließlich in die Seti. Die Budhiganga hat eine Länge zirka 100 km. Ihr Einzugsgebiet umfasst 1745 km².
Es gibt Planungen für ein 20-MW-Laufwasserkraftwerk am Mittellauf der Budhiganga im VDC Hatikot (Distrikt Achham).